# 존 데이비스 챈들러

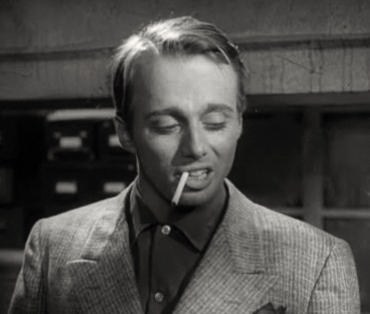

존 데이비스 챈들러(John Davis Chandler, 1935년 1월 28일 ~ 2010년 2월 16일)는 미국의 배우이다.

## 출연 작품
- 환타즘 3 (1994년)
- 육체의 증거 (1993년)
- 온리 더 론리 (1991년)
- 사막의 살인 병기 (1990년)
- 더블 리벤지 (1988, Double Revenge)
- 연인과 도둑 (1987년)
- 스워드 (1982년)
- 리틀 드래곤 (1980년)
- 더 샤도우 오브 치카라 (1977년)
- 스코치 (1976년)
- 무법자 조시 웰즈 (1976년)
- 워킹 톨 2 (1975년)
- 알 카포네 (1975년)
- 생사의 드릴 (1974년)
- 관계의 종말 (1973년)
- 문 오브 더 울프 (1972년)
- 슛 아웃 (1971년)
- 바케로 (1970년)
- 도즈 캘로웨이스 (1965년)
- 던디 소령 (1965년)
- 하오의 결투 (1962년)
- 영 사베지스 (1961년)

### 텔레비전
- 도망자 (1963, 1967)
- 제12순찰대 (1971-73)
- 딜론 보안관 (1973, 1974)
- 꿈꾸는 낙원 (1978-82)
- 달리는 사이먼 (1984-88)